# WikiAves
WikiAves é um site brasileiro de observadores de aves e que tem como objetivo apoiar, divulgar e promover a atividade de observação de aves, através de registros fotográficos e sonoros, identificação de espécies e comunicação entre observadores. No site são cadastrados fotos e sons de espécies de aves que ocorrem no Brasil. Em 06 de agosto de 2025, havia um total de 5.532.120 fotos e 317.6681 registros sonoros de 1.964 espécies diferentes, cadastradas por 53.033 usuários. De acordo com o site Fatbirder´s Top 1000 Birding Website, WikiAves ocupa o primeiro lugar mundial no ranking de tráfego online para sites sobre observação de aves.

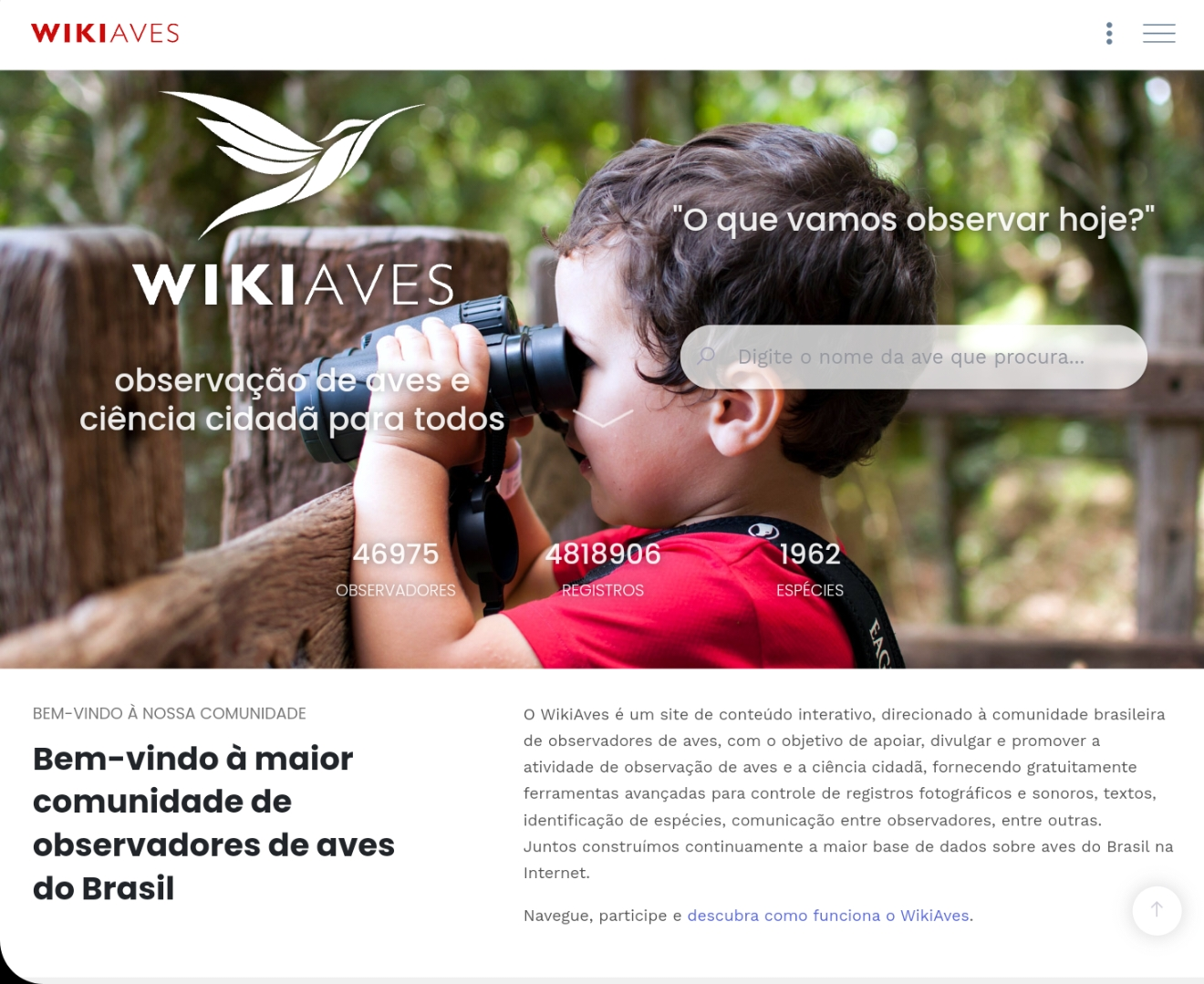
Página inicial do WikiAves em dispositivo móvel.

O site possui três idiomas: português, inglês e espanhol.
De acordo com a Lista comentada das aves do Brasil pelo Comitê Brasileiro de Registros Ornitológicos, até 2015 haviam sido identificadas 1919 espécies de aves no Brasil. Desta forma, o WikiAves já ultrapassou as espécies catalogadas nesta lista .

## História
O WikiAves surgiu em dezembro de 2009, criado por Reinaldo Guedes, com o objetivo de reúnir imagens, sons, informações em texto e mapas de ocorrência das espécies de aves brasileiras. O site é baseado em ciência-cidadã, onde leigos e amadores da observação de aves pode contribuir com registros.

## Funcionamento do site

### Página inicial
Quando entra-se no WikiAves, na página incial haverá um campo de pesquisa, onde pode-se pesquisar as páginas wiki das espécies de aves do Brasil.
No topo, botões chamados ''Espécies'', ''Registros'', ''Informações'', ''Fórum'' e ''Login''.
Indo mais abaixo no site, haverá 4 abas, ''mais populares'', ''mais difíceis'', ''não identificadas'' e ''mais questionadas'', sendo as três primeiras classificando fotos dos últimos 7 dias e ''mais questionadas'' referente ás fotos com menor peso de ID dos últimos 30 dias.
Haveré também links para os primeiros registros fotográficos e sonoros de cada espécie no site. Um mapa com registros recentes, e um campo de pesquisa para procurar por municipios e áreas de conservação no Brasil.
E por fim, uma lista com os registros do site, a partir do mais recente.

### Peso de ID
O peso de ID é um indicador que mede o nível de concordância dos colaboradores em relação à identificação atual da mídia. É calculado com base nas sugestões de identificação e na experiência dos colaboradores que sugeriram uma identificação (espécie, idade e sexo) para o registro, incluindo o próprio autor. Este indicador possibilita a identificação de mídias com possíveis erros de identificação para que possam ser tomadas ações para corrigi-los.

#### ID Questionada
São consideradas “questionadas” as identificações de mídias que tiverem peso menor ou igual a zero. Mídias com ID questionada perdem o status de registro, isso significa que ela não será considerada para a composição de mapas, listas de espécies e contadores de espécies de qualquer natureza, tampouco serão selecionadas para ilustrar páginas de espécies. Portanto, equivalem às mídias não identificadas.

### Páginas wiki
Cada espécie e táxon de ave possui a sua página com informações de registro e científicas obtidas da Listas de Aves do Brasil do Comitê Brasileiro de Registros Ornitológicos (CBRO). As páginas sobre as espécies apresentam informações sobre o nome científico, características físicas, subespécies, alimentação, reprodução, hábitos, predadores, distribuição geografica e uma galeria de fotos da ave. Está presente também um mapa gerado a partir da informação da localização de todos os registros no site da espécie da página.

### Mídia
O único formato de imagem permitido pelo WikiAves é o JPG, e o tamanho máximo do arquivo de imagem é de 8MB(oito megabytes). A dimensão mínima da foto é 400 pixels.
O único formato de som permitido pelo WikiAves é o MP3.
As mídias publicadas podem conter as seguintes informações:
- Espécie da Ave;
- Sexo da Ave;
- Idade da Ave;
- Data do registro;
- Local do registro (onde a foto ou gravação foi feita);
- Assunto da Foto (O que está presente na foto);
- Ação da Ave (A foto mostra a ave…).

A data e o local do registro são informações obrigatórias.
Mídias sem espécie informada serão consideradas como não identificadas.

## Status de usuário
Os usuários cadastrados no WikiAves possuem vários diferentes niveis de status, cada um com suas caracteristicas e funções. Estão estes classificados abaixo:

### Iniciante
Usuários recém cadastrados, podem enviar no máximo 5 fotos por dia, suas fotos necessitam de aprovação para serem publicadas. Recebem o status de usuário sênior por determinação dos moderadores, quando demonstram ter conhecimento das regras do site e colaboram com conteúdo e com a confiabilidade das informações no banco de dados. Podem enviar no máximo 5 fotos da mesma espécie. 

### Sênior
Usuário que já conhecem o funcionamento do site e postam suas mídias respeitando as regras do site. Podem enviar até 10 fotos por dia e suas fotos não necessitam de aprovação, porém, ainda podem ser bloqueadas em caso de não cumprimento das regras. Também podem trocar mensagens privadas com outros usuários. Em caso de não cumprimento das regras do site, podem voltar ao status de iniciante.

### Moderador
Super-usuários com conhecimento avançado das regras do site e da avifauna, que têm o privilégio de manipular conteúdo postado por outros usuários. Atuam protegendo o banco de dados de informações incorretas, duvidosas e em desacordo com regras do site. 

### Administrador
Controla a hierarquia de usuários e o acesso às funções do WikiAves. Monitora as ações dos moderadores e demais usuários. Administra tecnicamente o WikiAves.